# Opeongo River Provincial Park
Opeongo River Provincial Park är en park i Kanada.   Den ligger i provinsen Ontario, i den sydöstra delen av landet, 170 km väster om huvudstaden Ottawa. Opeongo River Provincial Park ligger 346 meter över havet. Arean är 965 kvadratkilometer.
Terrängen runt Opeongo River Provincial Park är huvudsakligen platt, men åt sydväst är den kuperad. Opeongo River Provincial Park ligger nere i en dal. Trakten runt Opeongo River Provincial Park är nära nog obefolkad, med mindre än två invånare per kvadratkilometer.. 
I omgivningarna runt Opeongo River Provincial Park växer i huvudsak blandskog.